# Geolyces jocata
Geolyces jocata är en fjärilsart som beskrevs av Louis Beethoven Prout 1926. Geolyces jocata ingår i släktet Geolyces och familjen mätare. Inga underarter finns listade i Catalogue of Life.